# Laboratoire Armstrong
Le Laboratoire Armstrong était une organisation de recherche et de développement gérée par le Air Force Materiel Command de l'Armée de l'air américaine. En 1997, le Laboratoire a été fusionné avec le Laboratoire de recherche de l'Armée de l'air.
Le laboratoire a été nommé en l'honneur du général Harry George Armstrong, connu comme le père de la médecine spatiale.